# Maciej Kot
Maciej Kot (Limanowa, 9 juni 1991) is een Poolse schansspringer.

## Carrière
Kot maakte zijn wereldbekerdebuut in december 2007 in Villach. Tijdens de wereldkampioenschappen schansspringen 2009 in Liberec eindigde de Pool als 45e op de normale schans.
In december 2011 scoorde hij in Lillehammer zijn eerste wereldbekerpunten. Op de wereldkampioenschappen skivliegen 2012 in Vikersund eindigde Kot op de 38e plaats, in de landenwedstrijd eindigde hij samen met Piotr Żyła, Krzysztof Miętus en Kamil Stoch op de zevende plaats.
In de zomer van 2012 boekte de Pool twee overwinningen in de Grand Prix. Tijdens het nieuwjaarsspringen op 1 januari 2013 in Garmisch-Partenkirchen behaalde hij zijn eerste toptienklassering in een wereldbekerwedstrijd. In Val di Fiemme nam Kot deel aan de wereldkampioenschappen schansspringen 2013. Op dit toernooi eindigde hij als elfde op de normale schans en als 27e op de grote schans, samen met Piotr Żyła, Dawid Kubacki en Kamil Stoch veroverde hij de bronzen medaille in de landenwedstrijd.
In 2014 nam Kot een eerste keer deel aan de Olympische Winterspelen. In Sotsji eindigde hij 7e op de normale schans en 12e op de grote schans. Samen met Piotr Żyła, Jan Ziobro en Kamil Stoch eindigde Kot vierde in de landenwedstrijd.
Dankzij onder andere vijf individuele zeges was Kot de beste in de eindstand van de Grand Prix schansspringen 2016. Op 11 februari 2017 behaalde Kot zijn eerste individuele wereldbekerzege dankzij winst op de Okurayamaschans in Sapporo. Kot nam in 2017 ook deel aan de Wereldkampioenschappen schansspringen 2017. Individueel eindigde hij op de 5e en de 6e plaats op respectievelijk de kleine en de grote schans. Samen met Piotr Żyła, Dawid Kubacki en Kamil Stoch werd Kot wereldkampioen in de landenwedstrijd.
Ook in 2018 nam Kot deel aan de Olympische winterspelen. Samen met Stefan Hula Jr, Dawid Kubacki en Kamil Stoch behaalde hij de bronzen medaille in de landenwedstrijd. Individueel werd hij tweemaal 19e.

## Resultaten

### Olympische Winterspelen
| Jaar | Plaats      | Resultaten                                                         |
| ---- | ----------- | ------------------------------------------------------------------ |
| 2014 | Sotsji      | 7e normale schans 12e grote schans 4e landenwedstrijd grote schans |
| 2018 | Pyeongchang | 19e HS109 · 19e HS140 · landenwedstrijd                            |

### Wereldkampioenschappen
| Jaar | Plaats        | Resultaten                         |
| ---- | ------------- | ---------------------------------- |
| 2009 | Liberec       | 45e HS100                          |
| 2013 | Val di Fiemme | 11e HS106 · 27e HS134 · Team HS134 |
| 2017 | Lahti         | 5e HS100 · 6e HS130 · Team HS130   |

### Wereldkampioenschappen skivliegen
| Jaar | Plaats    | Resultaten              |
| ---- | --------- | ----------------------- |
| 2012 | Vikersund | 38e HS225 7e Team HS225 |
| 2014 | Harrachov | 10e HS205               |

### Wereldbeker
Eindklasseringen
| Seizoen   | Algm | SV  | 4S  | NT  | RAW |
| --------- | ---- | --- | --- | --- | --- |
| 2007/2008 | –    | –   | 54e | 62e |     |
| 2008/2009 | –    | –   | 58e | –   |     |
| 2011/2012 | 35e  | 32e | 34e |     |     |
| 2012/2013 | 18e  | 16e | 20e |     |     |
| 2013/2014 | 17e  | 15e | 12e |     |     |
| 2014/2015 | 65e  | -   | -   |     |     |
| 2015/2016 | 31e  | 25e | 32e |     |     |
| 2016/2017 | 5e   | 13e | 4e  |     | 7e  |
| 2017/2018 | 21e  | 31e | 23e |     | 32e |
| 2018/2019 | 47e  | -   | 61e |     | -   |
| 2019/2020 | 42e  | -   | 31e |     | 28e |

Wereldbekerzeges
| Datum            | Plaats      | Schans      |
| Individueel      | Individueel | Individueel |
| ---------------- | ----------- | ----------- |
| 11 februari 2017 | Sapporo     | HS134       |
| 16 februari 2017 | Pyeongchang | HS109       |
| Team             |             |             |
| 3 december 2016  | Klingenthal | HS140       |
| 28 januari 2017  | Willingen   | HS145       |
| 27 januari 2018  | Zakopane    | HS134       |

### Grand-Prix
Eindklasseringen
| Jaar | Plaats |
| ---- | ------ |
| 2008 | 17e    |
| 2009 | 59e    |
| 2010 | 16e    |
| 2011 | 9e     |
| 2012 | 5e     |
| 2013 | 8e     |
| 2014 | 39e    |
| 2015 | 40e    |
| 2016 | Goud   |
| 2017 | 4e     |
| 2018 | 15e    |
| 2019 | 17e    |

Grand-Prixzeges
| Datum             | Plaats      | Schans |
| ----------------- | ----------- | ------ |
| 21 juli 2012      | Wisła       | HS134  |
| 30 september 2012 | Hinzenbach  | HS94   |
| 16 juli 2016      | Courchevel  | HS132  |
| 23 juli 2016      | Wisła       | HS134  |
| 6 augustus 2016   | Einsiedeln  | HS117  |
| 1 oktober 2016    | Hinzenbach  | HS94   |
| 2 oktober 2016    | Klingenthal | HS140  |

## Verwijzingen
1. ↑  (pl)  PŚ w Lillehammer: Kofler zwycięża, Stoch na podium!